# (5063) Monteverdi
(5063) Monteverdi es un asteroide perteneciente al cinturón de asteroides, descubierto el 2 de febrero de 1989 por Freimut Börngen desde el Observatorio Karl Schwarzschild, en Tautenburg, Alemania.

## Designación y nombre
Designado provisionalmente como 1989 CJ5. Fue nombrado Monteverdi en honor al compositor Claudio Monteverdi uno de los músicos más reconocidos del siglo XVII.

## Características orbitales
Monteverdi está situado a una distancia media del Sol de 2,390 ua, pudiendo alejarse hasta 2,936 ua y acercarse hasta 1,844 ua. Su excentricidad es 0,228 y la inclinación orbital 1,535 grados. Emplea 1349,91 días en completar una órbita alrededor del Sol.

## Características físicas
La magnitud absoluta de Monteverdi es 14.